# Hwang Ok-Sil
Hwang Ok-Sil är en före detta nordkoreansk short trackåkare född den 25 mars 1972 i Pyeongyang, Nordkorea.
Vid olympiska vinterspelen 1992 i Albertville vann Hwang brons i damernas 500 meter. Hon deltog även i olympiska vinterspelen 1998 i Nagano, där ställde hon upp i två grenar, på 500 meter blev hon 22:a och i stafetten kom laget 7:a.